# دمیس نیکولایدیس
دمیس نیکولایدیس (یونانی: Θεμιστοκλής "Ντέμης" Νικολαΐδης؛ زادهٔ ۱۷ سپتامبر ۱۹۷۳) یک بازیکن فوتبال اهل یونان است.
او شوهر خواننده مشهور یونانی،دسپینا وندی است

## باشگاهی
از باشگاه‌هایی که در آن بازی کرده‌است می‌توان به باشگاه فوتبال آ.ا.ک آتن، اتلتیکو مادرید اشاره کرد.

## تیم ملی
وی همچنین در تیم ملی فوتبال یونان بازی کرده است.